# Lan Quế Phường
Lan Quế Phường (tiếng Hoa: 蘭桂坊; Lan Kwai Fong, thường được viết tắt là LKF) là một quảng trường nhỏ nằm ở trung tâm Hồng Kông. Khu vực này dành cho những người bán rong trước chiến tranh thế giới lần thứ hai, nhưng trải qua thời phục hưng vào giữa những năm 1980. Ngày nay, khu vực này là nơi khách ngoại quốc ở Hồng Kông tụ tập ăn uống, giải trí tại câu lạc bộ. Đường phố Lan Quế Phường có hình chữ L với hai đầu kết nối với đường D'Aguilar.
Hiệp hội Lan Quế Phường là một đơn vị hoạt động lợi nhuận tập hợp hơn 100 nhà hàng, quán bar, câu lạc bộ, nhà bán lẻ và các nhà cung cấp dịch vụ tại Lan Quế Phường để quảng bá khu vực này cho người dân địa phương và thế giới.

## Địa điểm
Lan Quế Phường là một khu vực được giới hạn bởi đường D'Aguilar và con hẻm nhỏ hơn, Lan Quế Phường, một hẻm hình chữ L, được lát đá vôi. Cả hai đường phố đều xoay 90 độ để tạo thành một hình chữ nhật. Nó nằm gần ở trung điểm. Các cơ sở ăn uống ở đây được coi là hạng sang và khu vực này cũng được coi là một điểm đến của du khách. Từ phía tây của hình chữ nhật, hẻm Wo On và hẻm Wing Wah mở rộng để chứa nhiều địa điểm phục vụ ăn uống. Khu vực được cho là mở rộng đến đường Wellington và đường Wyndham, thông qua Câu lạc bộ Hồng Kông Fringe. Đây cũng là nơi có một số các phòng trưng bày nghệ thuật.

## Lịch sử
Trước chiến tranh thế giới thứ hai, Lan Quế Phường đã được dành riêng cho người bán hàng rong.
Trong những ngày đầu, quảng trường có nhiều môi giới (媒人, môi nhân), vai trò duy nhất của phụ nữ. Những môi giới này là trung gian hôn nhân giữa hai gia đình trong thời kỳ truyền thống. Vì vậy nó được gọi là Mui Yan Hong hay Hung Leung Hong.
Từ năm 2011 đến năm 2015, một sự thay đổi lớn đã được tiến hành, sau quyết định của Zeman thay thế khối phố của mình ở trong Lan Quế Phường, khiến một khu vực lớn của Lan Quế Phường trở thành công trường xây dựng.

## Những dịp đặc biệt
Những đám đông tụ tập ở đây trong những dịp đặc biệt như Halloween hay đêm giao thừa đã khiến cho nơi này đông nghẹt người. Cảnh sát phải can thiệp vào những thời điểm đó, để quản lý đám đông.

## Văn hóa đường phố
Trong những năm gần đây, hoạt động biểu diễn đường phố đã trở thành cảnh mới trong văn hóa đường phố Hồng Kông. Một số người biểu diễn đã quyết định thiết lập sân khấu của mình tại Lai Kwai Fong, thường là hát và chơi guitar.

## Vụ giẫm đạp
Vào ngày 1 tháng 1 năm 1993, có 21 người thiệt mạng và 62 người bị thương trong một vụ giẫm đạp quy mô lớn đám đông tụ tập đón giao thừa ở Lan Quế Phường.
Hơn 15.000 người đã đổ xô đến khu vực để đếm ngược năm mới vào thời điểm đó. Chính phủ Hồng Kông đã chỉ định Thẩm phán Tòa sơ thẩm Kemal Bokhary tiến hành một cuộc điều tra vào thảm họa này. Các biện pháp kiểm soát đám đông nghiêm ngặt hiện đang có hiệu lực tại các sự kiện lễ lớn khuyến nghị của cuộc điều tra vụ giẫm đạp trên.

## Liên két ngoài
- Website chính thức